# Santiago de la Puebla
Pour les articles homonymes, voir Santiago (homonymie) et Puebla (homonymie).
Santiago de la Puebla est une commune de la province de Salamanque dans la communauté autonome de Castille-et-León en Espagne.